# Smith & Wesson
Smith & Wesson (S&W) – największe w Stanach Zjednoczonych i jedno z największych na świecie przedsiębiorstw produkujących broń palną, a także wyposażenie dla służb mundurowych (m.in. noże taktyczne) z siedzibą w Springfield, Massachusetts.
Założona przez konstruktorów Horace Smitha i Daniela Wessona w 1852. Marka ta jest popularna i rozpoznawana na całym świecie. Często używana w filmach jak np. rewolwer Model 29 w serii o Brudnym Harrym z Clintem Eastwoodem.

## Historia

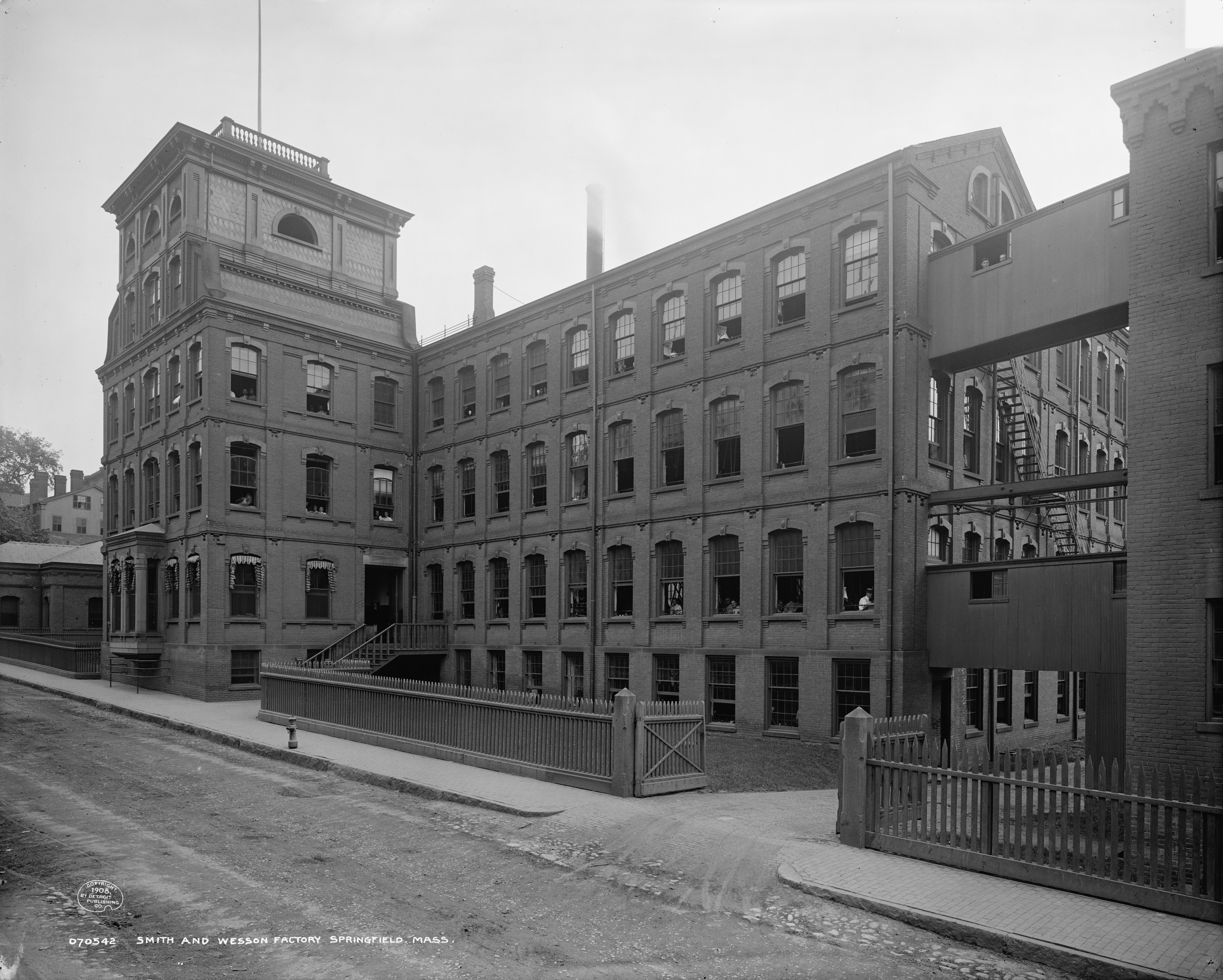
Fabryka Smith & Wesson w Springfield około 1908 roku.

W 1852 współpracownicy Horace Smith i Daniel Wesson otworzyli swój własny biznes zakładając pierwszą spółkę „Volcanic Repeating Arms”, później wykupioną przez Olivera Winchestera. W 1856 roku partnerzy odeszli z „Volcanic Repeating Arms” i stworzyli pierwszą nowoczesną broń, był to rewolwer wykorzystujący amunicję zespoloną, czyli Smith & Wesson Model 1. Później patent ten zastrzegł sobie Rollin White, jednak z czasem S&W wykupiło go i przez ponad dekadę było jedynym producentem tego typu broni. Produkcja kolejnego rewolweru, czyli Smith & Wesson Model 2, rozpoczęła się 1861 na potrzeby wojny secesyjnej.
W 1867 spółka ta postanowiła otworzyć się na zagraniczne rynki m.in. na Rosję. Kolejny model Smith & Wesson Model 3 nazywany był Russian Model, czyli Model rosyjski ze względu na popularność jaką odniósł w Rosji.
Później w latach 1987-2001 przedsiębiorstwo Smith & Wesson zarządzana była przez brytyjskie przedsiębiorstwo Tomkins PLC.
11 maja 2001 spółka Saf-T Hammer Corporation wykupiła udziały Tomkins PLC za sumę 15 milionów dolarów.
15 lutego 2002 przedsiębiorstwo zmieniło firmę na Smith & Wesson Holding Corporation.

## Broń i amunicja

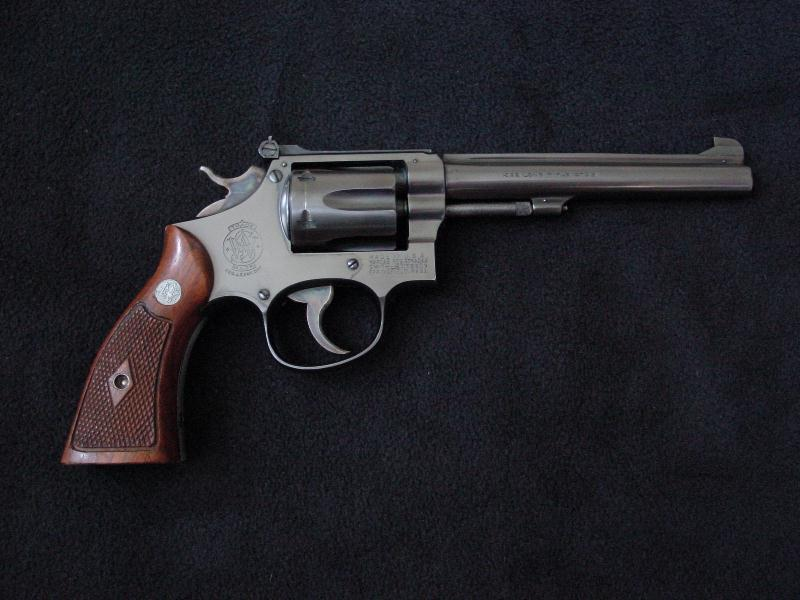
S & W K.22

### Amunicja
Naboje stosowane w broniach marki Smith & Wesson:
- .22 Krótki
- .32 S&W
- .32 S&W Długi
- 9 x 19 mm
- .38 S&W
- .38 Special
- .357 Magnum
- .40 S&W
- .41 Remington Magnum
- .44 Special
- .44 Magnum
- .45 Schofield
- .460 S&W Magnum
- .500 S&W Magnum

### Rewolwery
Rewolwery Smith & Wesson można podzielić ze względu na wielkość szkieletu:
- J-Frame Models (małe) – kaliber.22 i.38
- K-Frame Models (średnie) – kaliber.22,.38 i.357
- L-Frame Models (średnio-duże) – kaliber.357 i.40
- M-Frame Models (specjalne małe) – kaliber.22
- N-Frame Models (duże) – kaliber.357 i.44
- X-Frame Models (specjalne, ekstra-duże) – kaliber.460 i.500